# Dianne Dimbu
 Dianne Dimbu Lukombo  (née à Lubumbashi le 18 octobre 1987) est une femme politique de la République démocratique du Congo et députée nationale, élue de la circonscription de Pweto dans la province du Haut-Katanga,,,.

## Biographie
Dianne Dimbu est née le 18 octobre 1987 à Lubumbashi, elle est originaire du Haut-Katanga. Élue députée nationale dans circonscription électorale de Pweto, elle est membre du regroupement Palu et allié.